# Tom McGill
Thomas Peter Wayne McGill (Belleville, 25 marzo 2000) è un calciatore canadese, portiere del Brighton e della nazionale canadese.

## Biografia
È nato in Canada da padre canadese e madre inglese, ma si è trasferito in Inghilterra all'età di quattro anni dopo il divorzio dei suoi genitori.

## Carriera

### Club
McGill è entrato nel settore giovanile del Brighton nel 2014 all'età di 14 anni. Il 30 luglio 2018 è stato prestato al Worthing per una stagione, ma dopo soli otto giorni il trasferimento è stato annullato ed il 31 agosto è passato al Greenwich Borough fino a metà stagione. L'11 gennaio è stato ceduto in prestito al Basingstoke Town fino a giugno.
Rientrato al Brighton ha firmato un nuovo contratto fino al 2021 ed il 20 gennaio 2020 è stato prestato al Crawley Town in Football League Two. Il 2 settembre successivo è stato ceduto nuovamente in prestito al Crawley e tre giorni ha giocato il suo primo incontro ufficiale in EFL Cup, perso 3-1 contro il Millwall.
Nel gennaio 2021 è stato richiamato dal Brighton ed il 3 febbraio ha ricevuto la prima convocazione in prima squadra per l'incontro di Premier League contro il Liverpool ad Anfield Road. Nel giugno 2022 ha firmato il rinnovo del contratto per un'ulteriore stagione, prolungato l'estate successiva fino al 2025.

### Nazionale
Ha giocato con le selezioni giovanili inglesi Under-16, Under-17 e Under-20.
Nel marzo 2023 ha accettato la convocazione da parte del Canada per due incontri di CONCACAF Nations League contro Curaçao e Honduras. Il 7 giugno è stato convocato anche per la fase finale di suddetta competizione, e dodici giorni dopo è stato incluso nella lista finale dei convocati per la CONCACAF Gold Cup 2023.

## Statistiche

### Presenze e reti nei club
Statistiche aggiornate al 19 febbraio 2024.
| Stagione        | Squadra           | Campionato      | Campionato | Campionato | Coppe nazionali | Coppe nazionali | Coppe nazionali | Coppe continentali | Coppe continentali | Coppe continentali | Altre coppe | Altre coppe | Altre coppe | Totale | Totale | Totale |
| Stagione        | Squadra           | Comp            | Pres       | Reti       | Comp            | Pres            | Reti            | Comp               | Pres               | Reti               | Comp        | Pres        | Reti        | Pres   | Reti   |        |
| --------------- | ----------------- | --------------- | ---------- | ---------- | --------------- | --------------- | --------------- | ------------------ | ------------------ | ------------------ | ----------- | ----------- | ----------- | ------ | ------ | ------ |
| lug.-ago. 2018  | Worthing          | IL              | 0          | 0          |                 | -               | -               |                    | -                  | -                  |             | -           | -           | 0      | 0      |        |
| 2018-gen. 2019  | Greenwich Borough | IL              | 14         | -28        |                 | -               | -               |                    | -                  | -                  | VT+BFAT     | 2+3         | -4,-3       | 19     | -35    |        |
| gen.-giu. 2019  | Basingstoke Town  | SFL             | 18         | -33        |                 | -               | -               |                    | -                  | -                  | HSC         | 3           | -6          | 21     | -39    |        |
| 2019-gen. 2020  | Brighton          | PL              | 0          | 0          | FACup+CdL       | 0               | 0               |                    | -                  | -                  |             | -           | -           | 0      | 0      |        |
| gen.-giu. 2020  | Crawley Town      | FL2             | 0          | 0          | FACup+CdL       | 0               | 0               |                    | -                  | -                  | FLT         | 0           | 0           | 0      | 0      |        |
| 2020-gen. 2021  | Crawley Town      | FL2             | 1          | -1         | FACup+CdL       | 1+1             | -2;-3           |                    | -                  | -                  | FLT         | 2           | -4          | 5      | -10    |        |
| gen.-giu. 2021  | Brighton          | PL              | 0          | 0          | FACup+CdL       | 0               | 0               |                    | -                  | -                  |             | -           | -           | 0      | 0      |        |
| 2021-2022       | Brighton          | PL              | 0          | 0          | FACup+CdL       | 0               | 0               |                    | -                  | -                  | FLT         | 3           | -4          | 3      | -4     |        |
| 2022-2023       | Brighton          | PL              | 0          | 0          | FACup+CdL       | 0               | 0               |                    | -                  | -                  |             | -           | -           | 0      | 0      |        |
| 2023-2024       | Brighton          | PL              | 0          | 0          | FACup+CdL       | 0               | 0               | UEL                | 0                  | 0                  | FLT         | 6           | -6          | 6      | -6     |        |
| Totale carriera | Totale carriera   | Totale carriera | 33         | -62        |                 | 2               | -5              |                    | -                  | -                  |             | 19          | -27         | 54     | -94    |        |